# Weil (vêtements)
Cet article concerne l'entreprise bisontine Weil. Pour l'entreprise parisienne, voir Weill (vêtements).
Pour les articles homonymes, voir Weil.
Weil est une usine de vêtement, originaire de Besançon. Fondée par Joseph Weil, à la fin du XIXe siècle, elle devient, pendant les années 1960, la plus importante entreprise française dans le milieu de l'industrie textile, avant de disparaitre au début des années 2000.
Elle est connue notamment pour ses franchises Luc Saint Alban et Carnet de Vol.

## Histoire de l'entreprise

### Années 1860/70-1892: une date de fondation discutée
Fondée à Besançon par Joseph Weil,, né à Dijon le 15 novembre 1838, la date de création de l'entreprise Weil diffère selon les sources.

Alors que la presse mentionne régulièrement sa création en 1868,,, dans Histoire de Besançon l'historien Claude Fohlen mentionne la date de 1860. Cette dernière date est peu probable, étant donné que, d'après l'état civil, Joseph Weil se marie à Saint-Marcel, en Saône-et-Loire  le 15 décembre 1864, et exerce le métier de marchand négociant à Fraisans, dans le département du Jura.

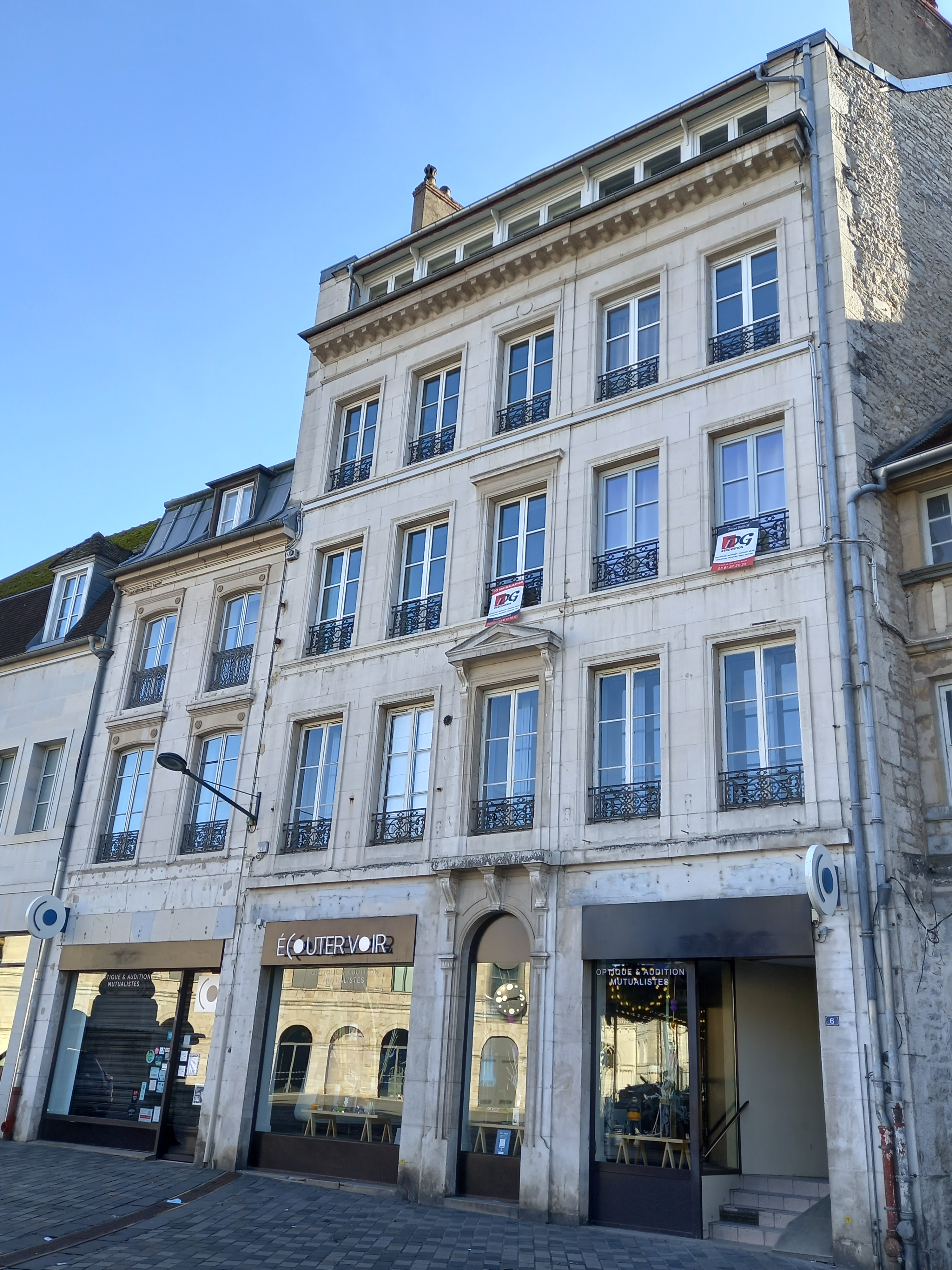
6 et 8 place de la Révolution, en février 2022.

D'après Raphaël Favereaux, auteur régional, Weil n'apparait à Besançon que vers 1870. Toujours selon Faveraux, elle est, dans un premier temps, implantée, place Labourey, actuelle place de la Révolution.
Initialement l'entreprise fabrique des pèlerines, de manière artisanale, avant de se reconvertir dans le vêtement masculin.
Selon Claude Folhen, en 1878, Weil est l'une des plus grandes usines de confection de la ville,.
Joseph Weil décède à Besançon, le 20 septembre 1892.

### 1898-1930: reprise et évolution
Toutefois, d'après l'annuaire, l'appellation de "Weil" ne semble apparaitre qu'à partir de 1898.
L'entreprise est toujours implantée place Labourey au numéro 8, sous le nom de Veuve Weil, puis, au 26 Grande Rue, sous le nom de Weil. H. Ce dernier site disparait en 1900.

L'établissement Veuve Weil est aussi implanté 74 Grande rue en 1899 et 1900.

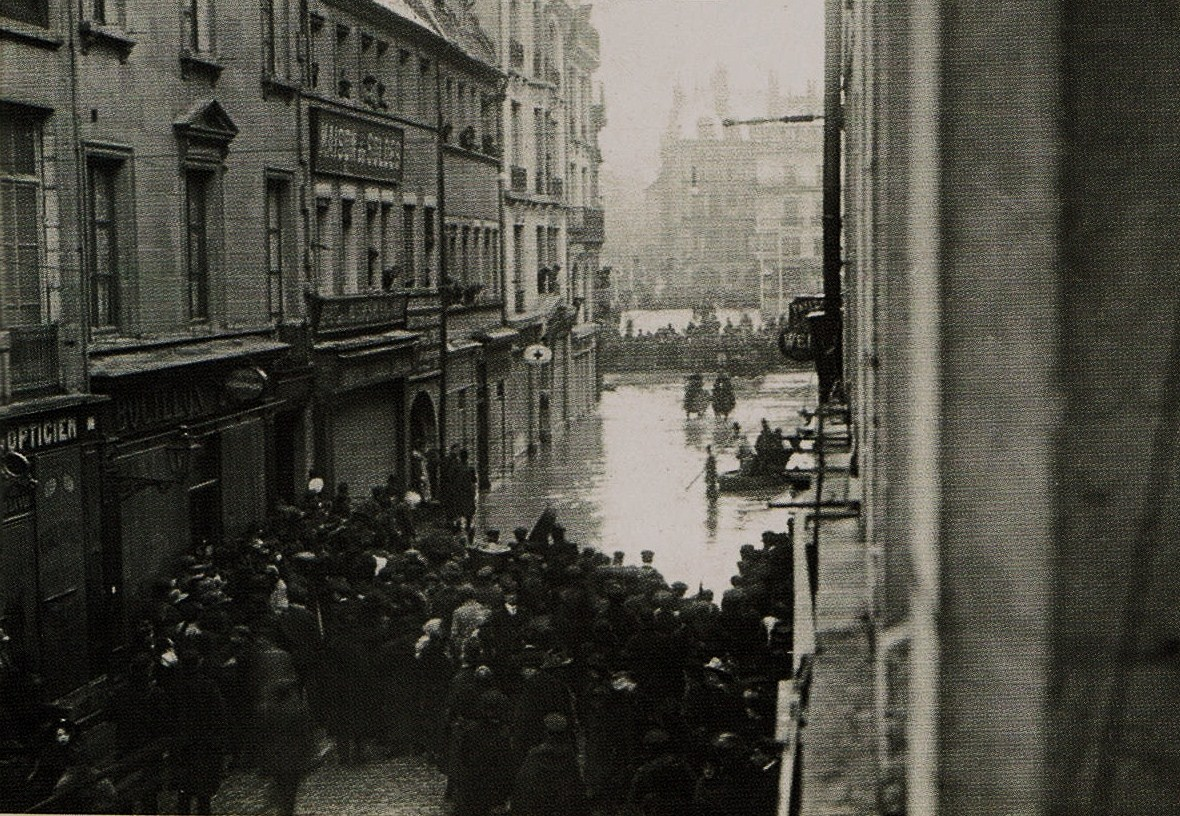
Bas de la Grande rue de Besançon inondée, lors de la crue du Doubs de 1910. Photographe inconnu.

L'entreprise s’installe au 10 Grande Rue, en 1905 selon Fohlen, en 1909 selon l'annuaire. Elle est aussi, et brièvement, installée 1 place Saint-Amour de 1909, jusqu'en 1911.
D'après le témoignage d'anciennes employées, recueillis par Violaine Schwartz, Weil fut touchée par plusieurs crues du Doubs,.
De 1920 à 1922, Weil s'associe à Jaudel, société d'équipement militaire, qui a vu le jour pendant la Première Guerre mondiale. Elle embauche alors 73 employés.

### 1930-1959: rachat de Jaudel, Seconde Guerre mondiale et reconstruction
D'après la préfecture, en 1930, l'entreprise est référencée sous le nom de Weil-Jaudel et embauche 68 employés. D'après Pierre Daclin, à cette époque, Weil, embauche plus de 600 personnes, dont environ 532 à domicile.
L'entreprise située 8 place de la Révolution est mentionnée dans l'annuaire, jusqu'en 1932.
En 1933, la société Jaudel disparait,. Weil récupère son atelier, 4 rue Larmet, première entreprise taylorisée de la firme. L'entreprise est peu touchée par la Grande Dépression,. Elle est, à cette époque, dirigée par Albert Weil.
Au début de la Seconde Guerre mondiale les locaux servent d’hôpital, avant d’être repris par la maison Houdard, de Dijon. Plusieurs membres des FFI y subtiliseront des uniformes. L'abbé Gallois, aumônier du maquis, y célèbrera plusieurs messes en plein air.
En 1943, l'usine rue Larmet est détruite par un bombardement. Elle est reconstruite en 1948-1949, et agrandie en 1953-1954.

### 1959-1976: croissance, apogée
En 1959, Weil fabrique près de deux millions de pièces de vêtements. Cette même année, l'entreprise située 10 Grande rue est remplacée par un magasin de la firme Uniprix.
En 1960 Weil, s'installe à Fontaine-Écu,, rue Chaillot. En 1961, elle ouvre un nouveau site de production à Dole, embauchant ainsi 100 personnes supplémentaires.
En 1962, elle fait partie, aux côtés de la Compagnie des compteurs, de Supérior-Maveg et d'Unimel, des quatre entreprises bisontines embauchant entre 500 et 1000 salariés,.
Weil ne cesse de croître jusqu'à devenir la plus importante entreprise française de textile masculin,, en 1965, employant 1 500 personnes,. Cette même année, elle s'installe rue de Vesoul, dans les anciens locaux de la biscuiterie Brochet. Albert Weil décède le 22 septembre de la même année.
Au cours des années 1970, elles se nomme Les fils de Joseph Weil. À partir de 1973, elle fait sous-traiter une partie de la production dans une usine à Szekesfehervar, en Hongrie. Elle embauche 1 500 personnes en 1975 et 1976.

### Début des années 1980: adaptations et modernisations
Le début des années 1980 affecte fortement le marché du textile qui chute de 9% en volume en l'espace de deux ans,.
Alors que, selon Jean-Pierre Tenoux, journaliste pour Le Monde, Weil compte 1550 employés en 1979, pour Claude Fohlen, de 1976 à 1982, dans le contexte du premier puis du second choc pétrolier, les effectifs de Weil passent de 1500 à 1300 employés. En 1981, Bernard Weil, ancien résistant et PDG de la société, embauche une dizaine de réfugiés thaïlandais.
En 1985, le chiffre d'affaires annuel de l'entreprise, qui a misé sur la modernité technologique, est de 700 millions de francs, progressant alors de 6% par rapport à l'année précédente. Au printemps 1986, elle se maintient à la 3e place dans ce secteur, emploie 1250 personnes et investit jusqu'à 10 millions de francs par an. Sa production annuelle est d'environ 871 000 vêtements et 1 600 000 pantalons. Elle est alors implantée rue de Vesoul,, mais aussi boulevard Léon Blum et aux Tilleroyes.
En 1886 elle crée la franchise Luc Saint Alban.

### 1987-1989: plan social, développement de Carnet de Vol

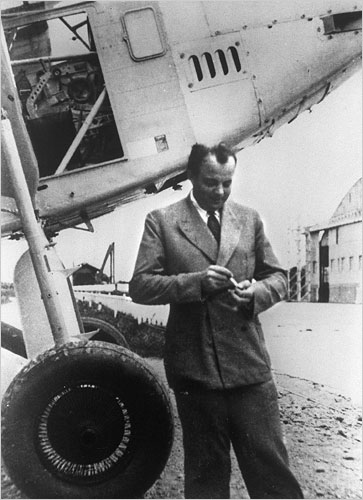
Antoine Saint-Exupéry, en 1933.

En 1987, alors qu'elle emploie 1200 personnes, dont une majorité de femmes, Weil annonce un « plan de modernisation ». En réaction, la CGT-Weil propose une réduction des importations ainsi que le retour de certaines grosses commandes.
En 1989, son chiffre d'affaires est de 1,2 milliard de francs. Entre octobre et juin 1991, elle supprime 108 des 980 emplois dans les entreprises de Besançon. La direction explique que cette décision est due à la croissance des importations. C'est cette même année que Weil développe la marque Carnet de Vol.

### 1989-2002: délocalisations et licenciements massif
En aout 1991, Weil investit dans une nouvelle usine, en périphérie de Székesfehérvár. À l'automne de la même année, Henri, Philippe, Jean-Pierre et Didier Weil cèdent leurs actions. De son côté, la direction décide de fermer le site de Dole. Durant cette période, l'usine de la rue de Vesoul ferme aussi ses portes.

En 1993, Weil embauche 280 personnes dans ses entreprises hongroises et possède alors 91% de leurs capital. Weil ne fabrique alors plus que 10% de sa production en France. En 1995, 75% de la production est réalisée dans les usines tunisienne, hongroise et roumaine.

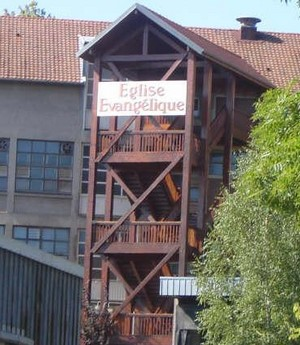
Église de la rue Larmet, en 2008.

Le 13 juillet 1995, justifiant des coûts de production trop élevés, elle présente un plan de suppression d'emplois. En aout 1995, alors qu'elle est n°2 national et emploie 662 salariés, Weil en licencie 182, sur son site de Besançon, et en garde 6. Plusieurs autres sont reclassés sur d'autres sites,.
En septembre 1995, le site de la rue Larmet ferme et le Creusot-vêtement est mis en redressement judiciaire,.
Le 30 octobre 1998, le PDG, Denis Weil, annonce une perte de 185 millions de francs sur les 4 dernières années. En novembre de la même année, Weil a 410 salariés, dont 330 à Besançon. Le 2 novembre, elle est mise en redressement judiciaire, et annonce, le mois suivant la suppression de 215 postes. La CGT-Weil réclame la relocalisation des 400 emplois situés au Maghreb, en Europe de l'est et en Asie. Ce que Denis Weil refuse estimant le cout annuel, de 150 millions de francs, trop élevé.
En janvier 1999, ayant délocalisé une importante partie de sa production en Tunisie et en Hongrie, elle supprime 215 postes.

### 2002-2007: dette, rachat et fermeture
En 2002, Weil n'emploie plus que 130 salariés. Cette même année, l'entreprise contracte une dette de 2,5 millions d'euros, liée à un litige avec les services fiscaux à propos du statut de l'entreprise. Cette dernière étant considérée par les impôts comme une entreprise commerciale alors qu'il s'agit d'une entreprise industrielle. À la suite d'une requête du député du Doubs, Claude Girard à Francis Mer, ministre de l'industrie, la dette est annulée.
En 2007, Weil est racheté par Laporte, qui obtient notamment la licence Luc-Saint-Alban. Elle cesse toutefois son activité en 2014.

## Produits

### Carnet de Vol
La franchise Carnet de Vol est créé en 1989 par Michel Weil, elle se nomme ainsi en référence à Antoine Saint-Exupéry. En 2005, elle est rachetée par le groupe italien Gruppo Industrie Moda. Elle dépose son bilan en 2019,.

### Autres franchises et produits

Logotype de la marque Guy Laroche

L'entreprise produit aussi la marque de costume Luc Saint Alban, qui nait en 1986, ou encore les marques John-Stevens et Weil-1868. Weil produit aussi pour d'autres marques telle que Ted-Lapidus,et Guy Laroche.

## Direction, actionnaires: une entreprise familiale
Fondée par Joseph Weil,, l'entreprise restera toujours aux mains de ses descendants. Toutefois, à l'automne 1991, une partie de la famille, descendante d'Albert Weil (Henri, Philippe, Jean-Pierre et Didier Weil) se désengage de la société au profit de Denis, Bertrand et Michel, héritiers de Paul Weil. Denis Weil sera le dernier dirigeant de l'entreprise.
Albert Weil fut président de la communauté juive de Besançon. Vers 2009, elle sera dirigée par Bertrand Weil.

## Clients célèbres
Weil comptera parmi ses clients Gustave Courbet, pour qui elle fabriquera des pélerines, mais aussi, Jean Marais, Jean-Paul Belmondo, pour qui elle conçoit un costume pour le film À bout de souffle de Jean-Luc Godard , ou encore Johnny Hallyday. Ce dernier visitera même l'usine,.

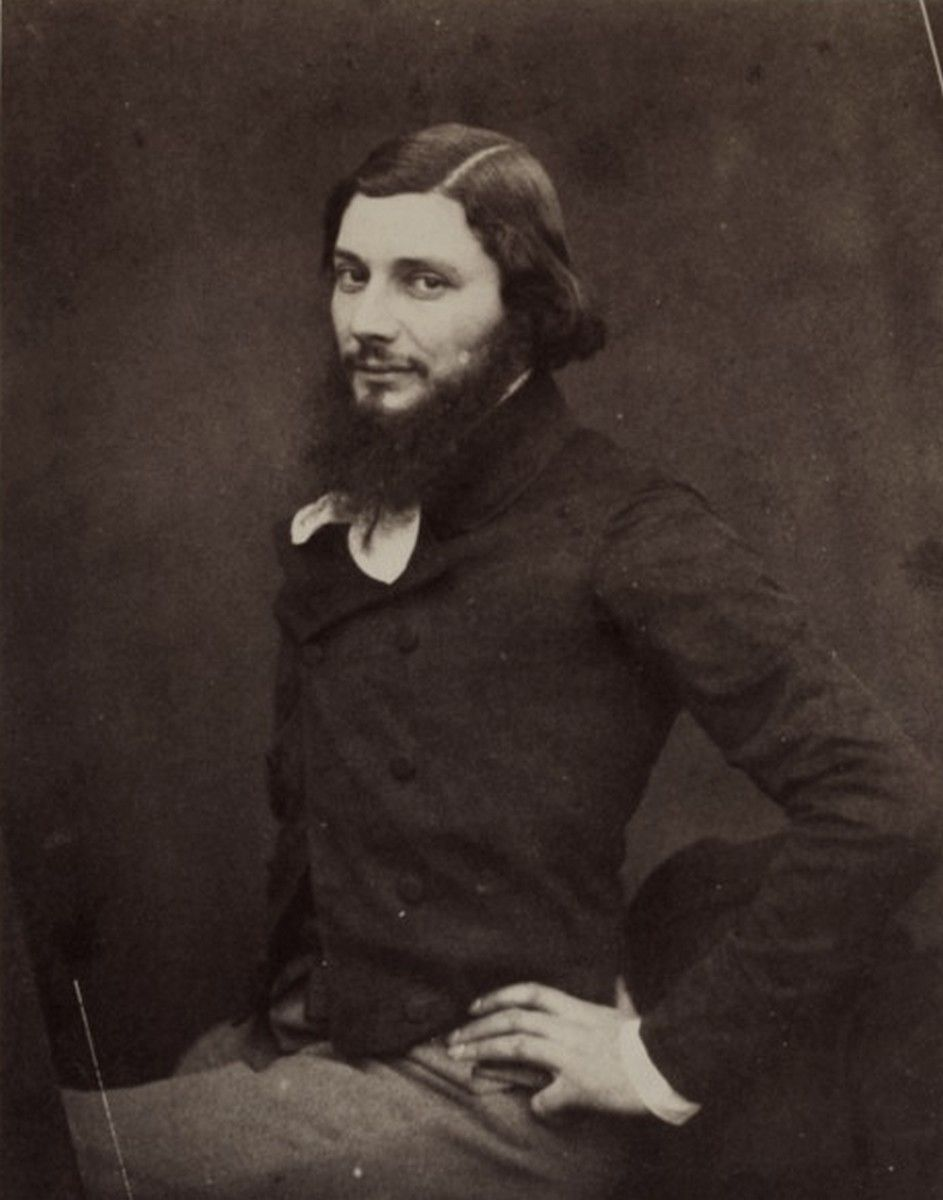
Gustave Courbet, photographié par Félix Nadar.
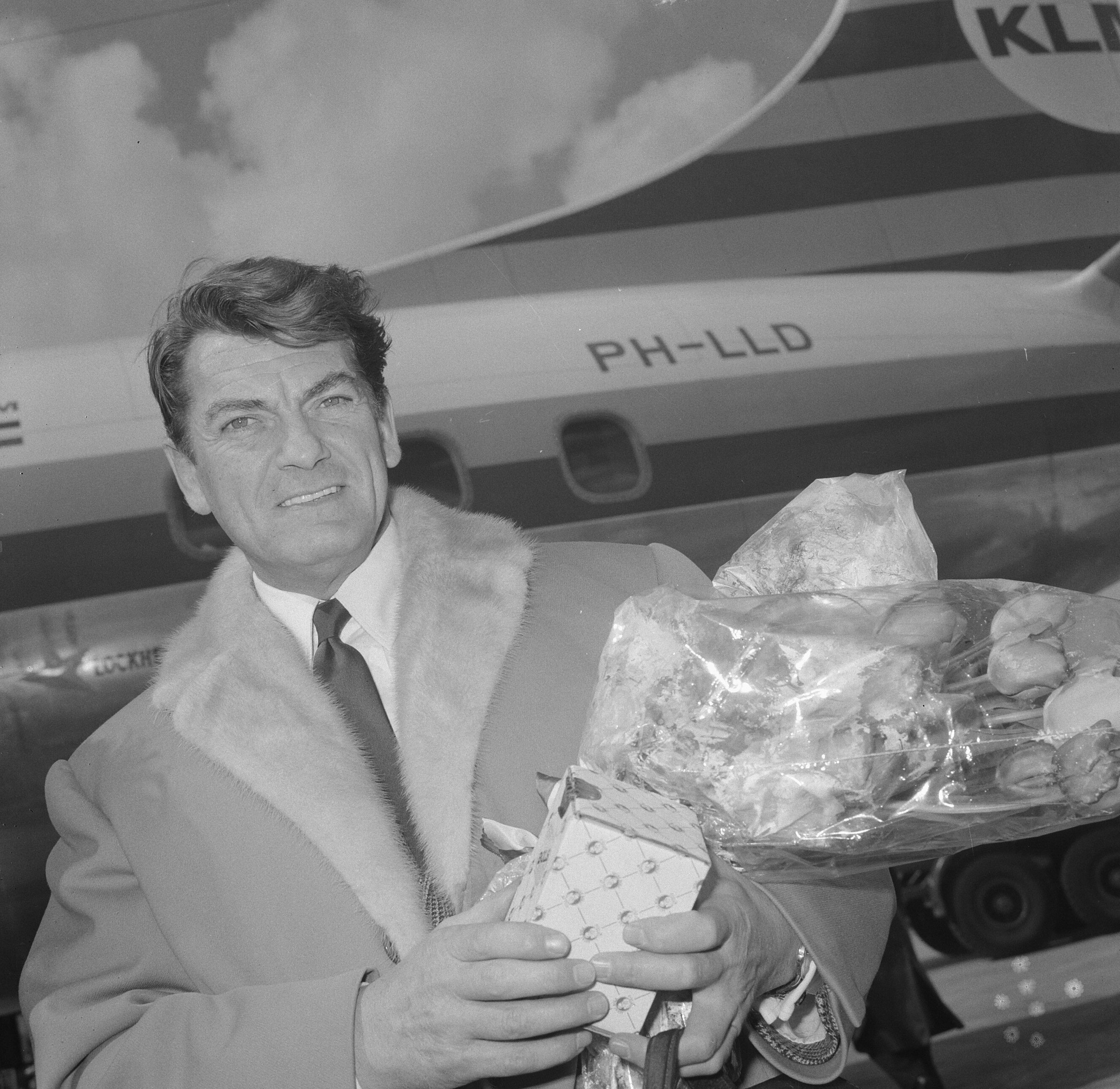
Jean Marais photographié par Jack Jersey, en 1961.
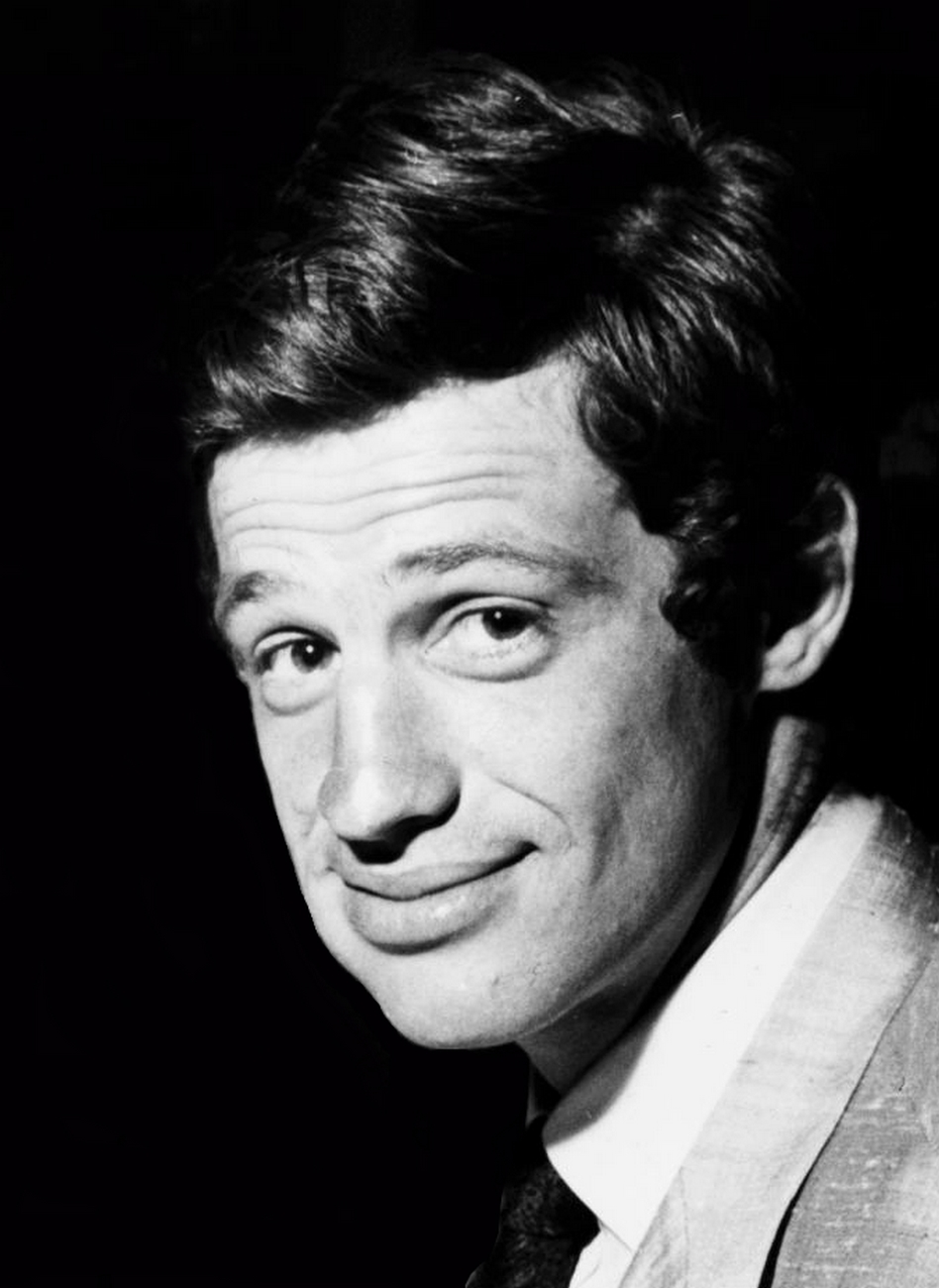
Belmondo en 1960. Keystone France.
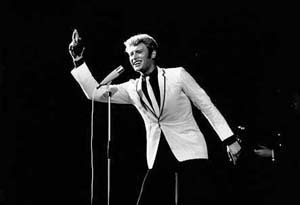
Johnny Hallyday photographié par Erling Mandelmann, en 1965.

## Mouvements sociaux
Bien que peu touchée par la Grande dépression, le 17 juin 1936, Weil voit ses trois sites de productions bloqués par près de 400 grévistes.
À partir de mai 68, et pendant plusieurs années, l'entreprise est marquée par de très nombreux débrayages. Notamment pour protester contre le salaire au rendement. Le mouvement s'organise et instaure un piquet de grève hebdomadaire, le mercredi. D'après le témoigne d'un employé, recueillit en 1975 par Front Rouge, organe du Parti Communiste Révolutionnaire,, le patron aurait frappé plusieurs grévistes à coup de poing, en aurait menacé d'autres à l'aide d'un chalumeau, ou encore, aurait munit la maîtrise de matraques.
En novembre 1987, dans le contexte d'un « plan de restructuration », plusieurs débrayages ont lieu.

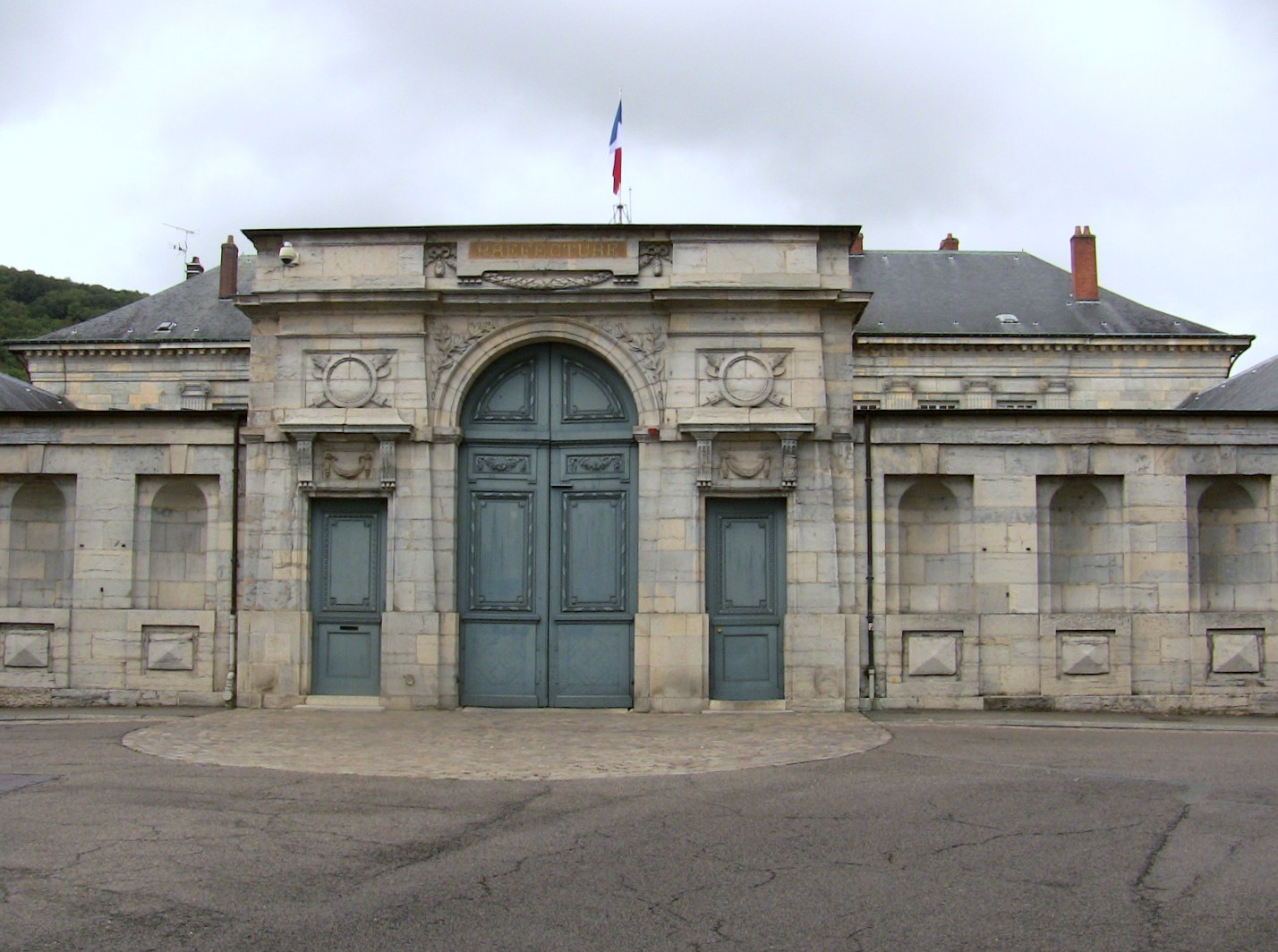

En juillet 1995, une partie des employés se rendent à la préfecture où une délégation est reçu. Le 16 aout, des employés construisent un barrage rue de Vesoul, puis, une vingtaine de personnes décident de bloquer le centre logistique. Plusieurs actes de sabotages ont cours.
Alors que la grande marche de Lip, du 29 septembre 1973, avait mobilisé plus de 100 000 manifestants, le 9 novembre 1998, seulement une centaine de personnes se rendent à la préfecture en portant un cercueil. Le syndicaliste Jacques Bauquier explique cette faible mobilisation en raison de la longue agonie de l'entreprise et le fatalisme de la population.
À partir du 28 janvier 1999, à la suite d'un blocage du magasin par ses employés, ces derniers organisent, pendant une semaine, une immense braderie afin de financer leurs licenciements.

## Commémoration et culture

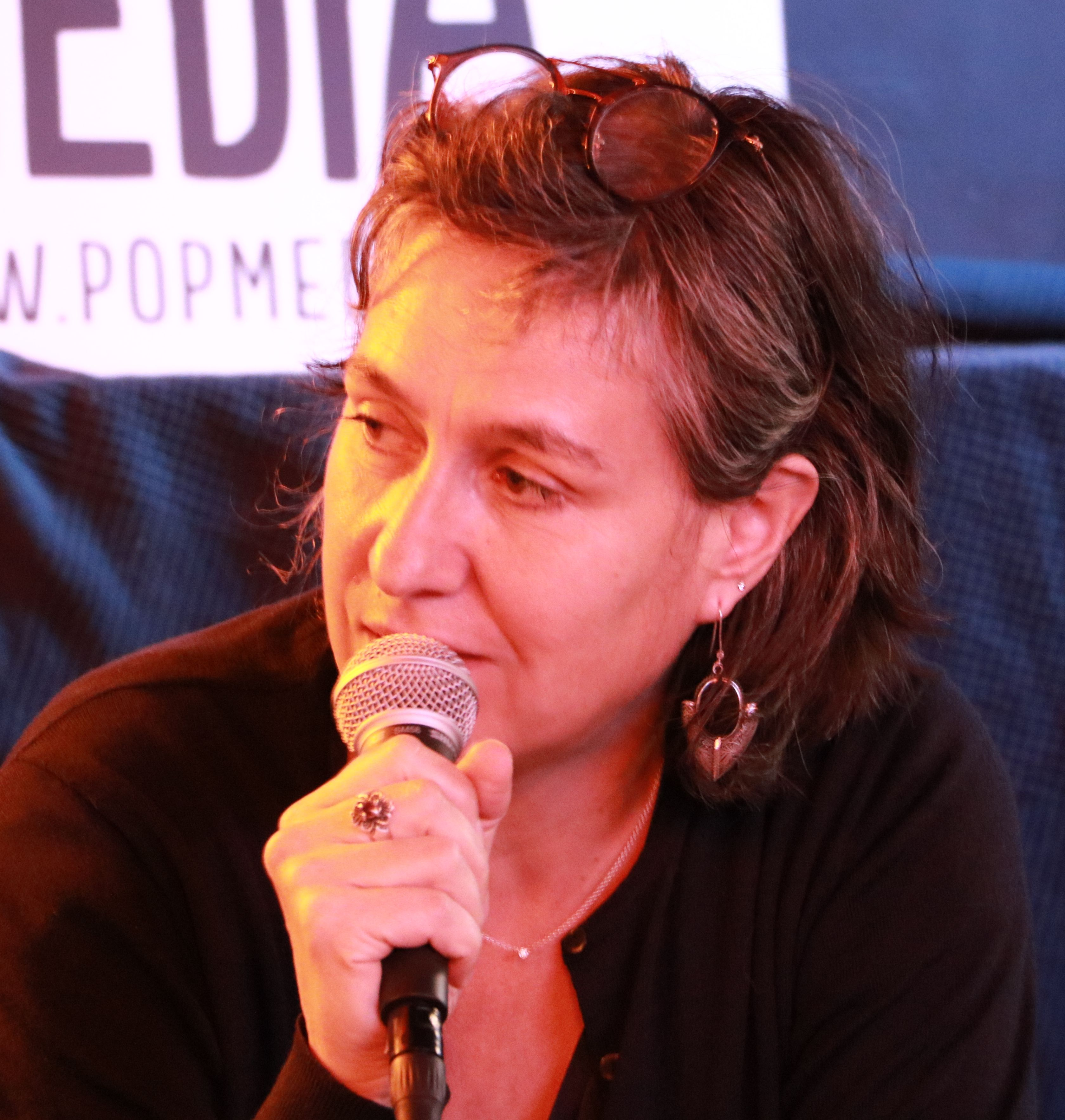
Violaine Schwartz au Festival MidiMinuit à Nantes, en 2021

En mai 2010, lors d'expositions mémorielles, à Besançon, le peintre Martin Gunther expose ses toiles, Chapelle du théâtre Bacchus, et le photographe Stephan Girard ses clichés, galerie Jean Greset. Un Pique-Nique rassemblent les anciens employés est aussi organisé, parc de la Gare d'Eau.
En 2015, est jouée la pièce de théâtre Tableaux de Weil, écrite par Violaine Schwarz,, et mise en scène par Irène Bonnaud,. Écrite d'après les témoignages de plusieurs anciennes ouvrières,, elle est montée et interprétée par les élèves du DEUST Théâtre de l'Université de Franche-Comté. À l'occasion de l'une des représentations, Bertrand Weil, viendra sur scène manifester son mécontentement.
En mai 2016, une série fiction radiophonique, en cinq épisodes, intitulée Le temps des Weil, de Violaine Schwarz, est diffusée sur France Culture.

## Besançon après Weil

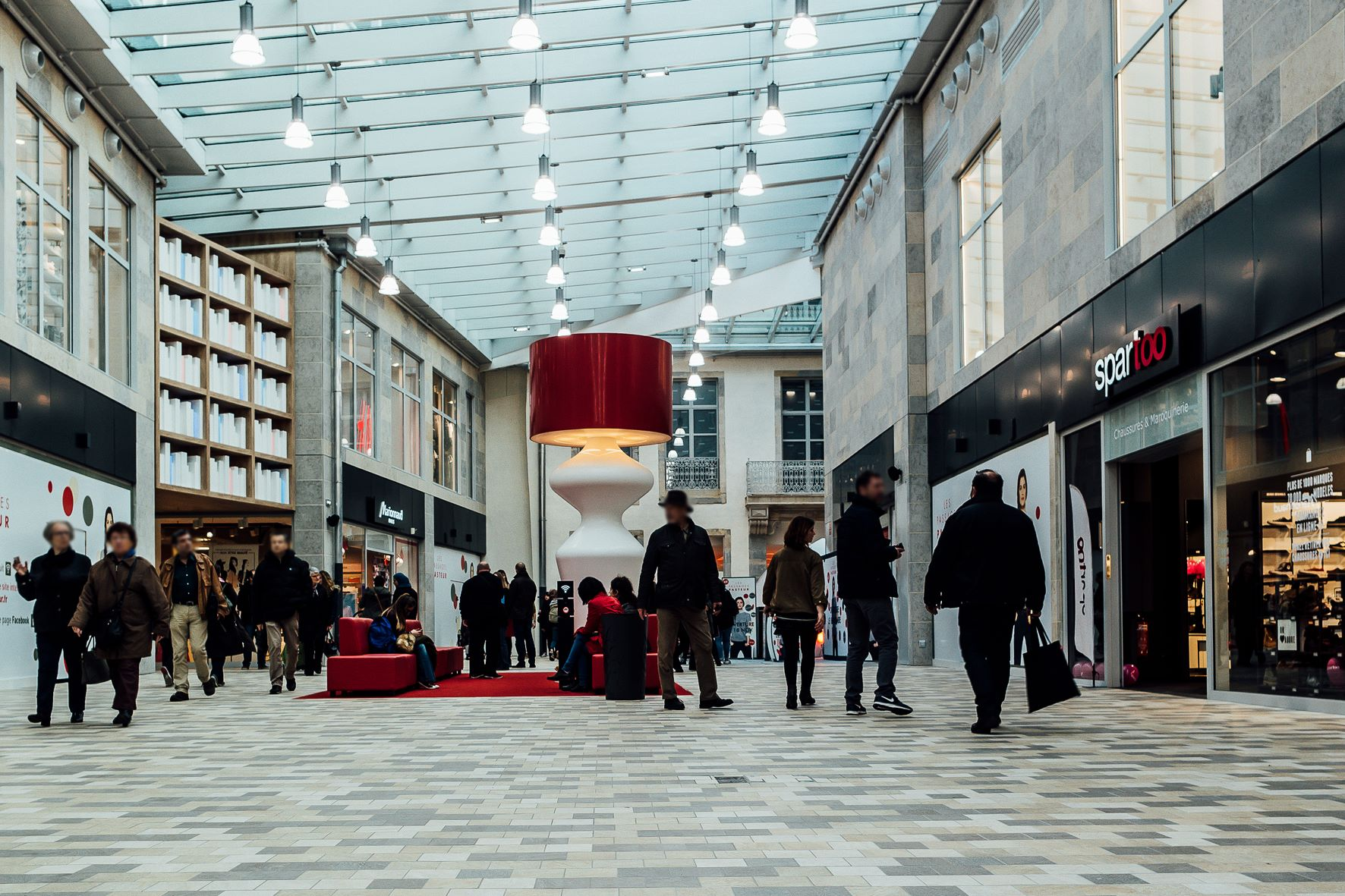
Cour centrale des passages Pasteur, en 2015.

En 2006, une pollution à l'hydrocarbure, en raison d'une cuve de fioul percée, est constatée, ilot Pasteur. Selon l'archéologue Claudine Munier, elle appartenait probablement à l'usine Weil. Vers 2007, la ville de Besançon fait l'acquisition des locaux.

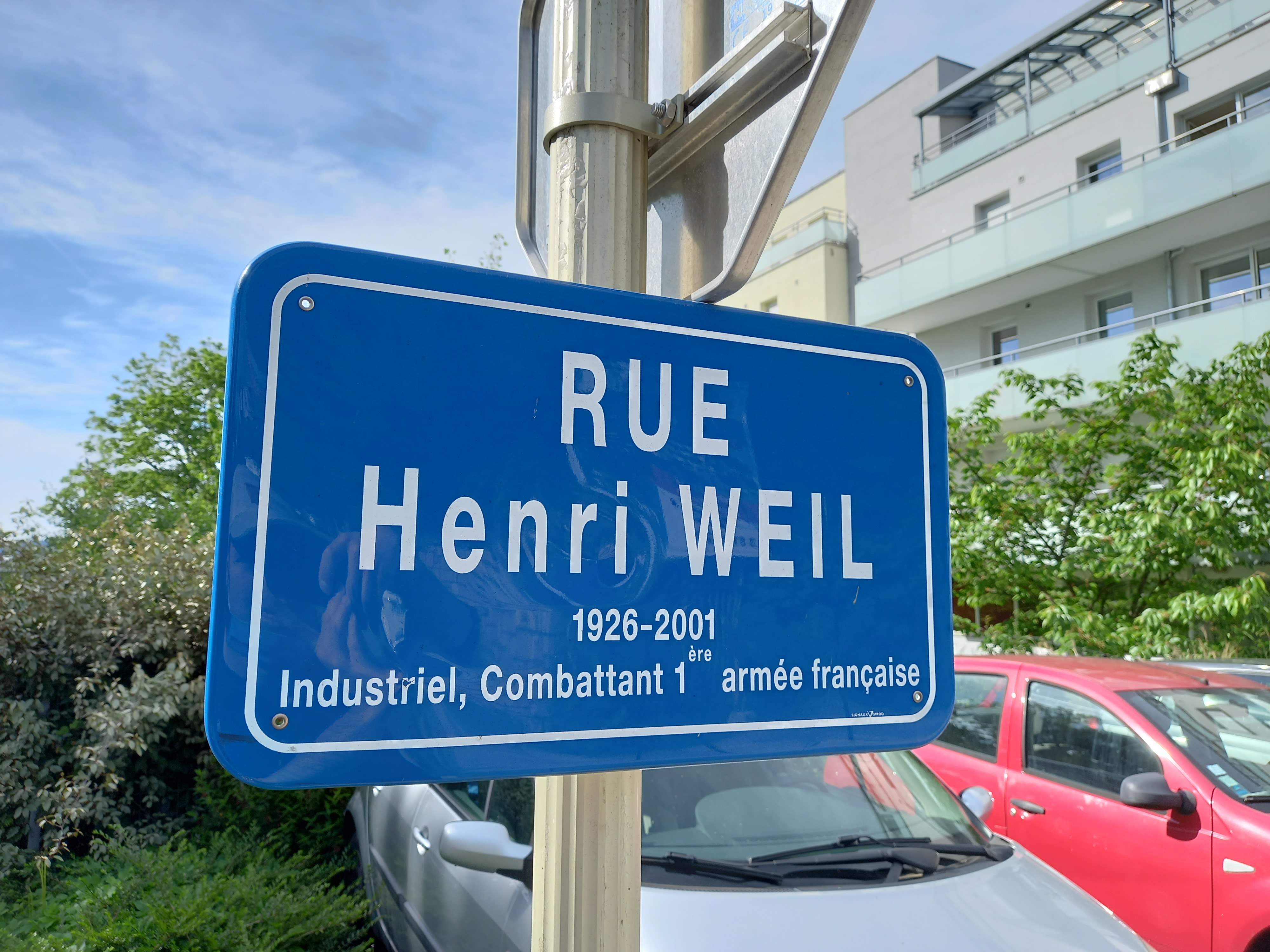

En 2009, le site de production, rue de Chaillot est rasé. En mars 2011 et en 2015, l'organisme HLM Néolia y construit des habitations,.
Inaugurée en 2015, la galerie commerçante des Passages Pasteur, se situe sur un ancien site des usines Weil. Jusqu'en juillet 2019, elle abrite une boutique de la marque Carnet de Vol, ancienne franchise Weil.
Aujourd'hui, le 4 rue Larmet à Besançon, ancien site de production des usines Weil, est occupé par une église évangéliste.
Une voie de Besançon porte le nom d'Henri Weil, décèdé en 2001.